# المدرسة الطيبرسية
المدرسة الطيبرسية هي إحدى المدارس الموجودة داخل الجامع الأزهر في العاصمة المصرية القاهرة، تقع على يمين الداخل من الباب المعروف بباب المزينين بميدان الأزهر، أنشأها الأمير علاء الدين طيبرس الخازندار نقيب الجيوش سنة 709 هجرية الموافق 1309.
أهم ما في هذه المدرسة محرابها الرخامي الذي يعد من أجمل المحاريب لتناسب أجزائه ودقة صناعته وتجانس ألوان الرخام وتنوع رسومه وما احتواه من فسيفساء مذهبة ازدادت بها توشيحتا عقده، والمدرسة الآن أصبحت مكتبة مفتوحة لطلبة العلم وكل الكتب الموجودة فيها.